# Lek med Nicke Nyfiken
Lek med Nicke Nyfiken (engelska: Curious George Early Learning Adventure) är ett barnspel från 1996. I spelet besöker man en spelhall tillsammans med Nicke Nyfiken. I spelet kan spelaren lägga pussel, lyssna på musik, kasta pajer, fånga frukt och köra rymdraket. Det finns också en berättelse om äventyren i spelhallen som kan skrivas ut. Spelet är tillverkad av Vipah Interactive och utgiven Houghton Miffin Interactive. En svensk version översattes av Norstedts Rabén Multimedia under 1997.

## Spelen
När spelaren kör rymdspelet ska spelaren skjuta ner asteroider med samma form som mallen visas. När spelaren lägger pussel kan den välja mellan 4 och 16 bitar. När spelaren kastar pajer ska man kasta pajen på den clownen som håller upp en symbol som inte hör ihop. När spelaren fångar frukt ska spelaren försöka fånga så många frukter som möjlighet och undvika blomkrukor som faller ner. Spelaren kan även lyssna på musik. De låtar som medföljer i svenska versionen är Prästens lilla kråka, Små grodorna, Imse vimse spindel, Björnen sover, Min hatt den har tre kanter och Gubben Noak. På den engelska ingår andra låtar som I've Been Working on the Railroad och Eating My Veggies.

## Svenska röster
- Peter Palmér: Arkadföreståndare, Vetenskapsman, Markkontrollen, Cirkusdirektör, Clowner
- Anita Heikkelä: Fruktflicka, Jukeboxröst, Pusselröst
- Olof Ljungman: Musik
- Maria Lundin: Musik